# Lwamba Chileshe
Lwamba Chileshe (* 26. April 1999 in Ndola, Sambia) ist ein neuseeländischer Squashspieler.

## Karriere
Lwamba Chileshe spielte erstmals 2018 auf der PSA World Tour und gewann auf dieser bislang fünf Titel. Seine höchste Platzierung in der Weltrangliste erreichte er mit Rang 86 am 10. April 2023. Mit der neuseeländischen Nationalmannschaft nahm er 2019 und 2023 an der Weltmeisterschaft teil. Er kam 2019 einmal zum Einsatz und gewann seine Partie. Mit seinem Bruder Temwa vertrat er Neuseeland außerdem 2022 bei den Weltmeisterschaften im Doppel. Chileshe wurde 2024 neuseeländischer Meister.

## Erfolge
- Gewonnene PSA-Titel: 5
- Neuseeländischer Meister: 2024